# BK Olomouc
BK Olomouc (celým názvem Basketbalový klub Olomouc) je český basketbalový klub, který sídlí v Olomouci ve stejnojmenném kraji. Založen byl v roce 1994. Nový klub se stal nástupnickou organizací po zaniklé Dukle Olomouc, po které získalo i licenci na první ligu. V nejvyšší soutěži vydržel olomoucký celek dvě sezóny, od té doby v nejvyšší soutěži dále nepůsobil. Doposud startuje ve Středomoravské lize, čtvrté nejvyšší basketbalové soutěži v republice. Klubové barvy jsou žlutá a červená.
Své domácí zápasy odehrává ve sportovní hale SK UP Olomouc.

## Umístění v jednotlivých sezonách
Stručný přehled
Zdroj: 
- 1993–1995: 1. liga (1. ligová úroveň v České republice)
- 2009–2014: Středomoravský oblastní přebor (4. ligová úroveň v České republice)
- 2014–2017: Středomoravský oblastní přebor II. (5. ligová úroveň v České republice)
- 2017–2018: Středomoravská liga – sk. Sever (4. ligová úroveň v České republice)
- 2018– : Středomoravská liga (4. ligová úroveň v České republice)

Jednotlivé ročníky
Zdroj: 
Legenda: ZČ - základní část, červené podbarvení - sestup, zelené podbarvení - postup, fialové podbarvení - reorganizace, změna skupiny či soutěže
| Česko (1993 – ) |                                    |           |           |                                       |              |
| Sezóny          | Soutěž                             | Úroveň    | ZČ        | Play-off, nadstavba, sk. o udržení... | Poznámky     |
| 1993/94         | 1. liga                            | 1. úroveň | 8. místo  | Play-out (3. místo)                   |              |
| 1994/95         | 1. liga                            | 1. úroveň | 12. místo | Play-out (4. místo)                   | Sestup       |
| ...             |                                    |           |           |                                       |              |
| 2009/10         | Středomoravský oblastní přebor     | 4. úroveň | 5. místo  |                                       |              |
| 2010/11         | Středomoravský oblastní přebor     | 4. úroveň | 5. místo  |                                       |              |
| 2011/12         | Středomoravský oblastní přebor     | 4. úroveň | 9. místo  |                                       |              |
| 2012/13         | Středomoravský oblastní přebor     | 4. úroveň | 7. místo  |                                       |              |
| 2013/14         | Středomoravský oblastní přebor     | 4. úroveň | 10. místo |                                       | Reorganizace |
| 2014/15         | Středomoravský oblastní přebor II. | 5. úroveň | 1. místo  | Baráž o OP I. (bez účasti)            |              |
| 2015/16         | Středomoravský oblastní přebor II. | 5. úroveň | 4. místo  |                                       |              |
| 2017/18         | Středomoravský oblastní přebor II. | 5. úroveň | 2. místo  |                                       | Reorganizace |
| 2017/18         | Středomoravská liga – sk. Sever    | 4. úroveň | 6. místo  | Skupina o umístění (12. místo)        | Reorganizace |
| 2018/19         | Středomoravská liga                | 4. úroveň | 9. místo  |                                       |              |
| 2019/20         | Středomoravská liga                | 4. úroveň |           |                                       |              |